# Castell de l'Areny
Castell de l'Areny è un comune spagnolo di 58 abitanti situato nella comunità autonoma della Catalogna.